# 内藤政晴
内藤 政晴（ないとう まさはる）は、江戸時代前期の大名。陸奥国泉藩の初代藩主。官位は従五位下・兵部少輔。挙母藩内藤家初代。

## 略歴
寛永3年（1626年）、陸奥磐城平藩主・内藤政長の4男として誕生。寛永11年（1634年）10月、父の遺言により2万石を分与され、泉藩を立藩した。しかし病弱であまり藩政に目立った功績はなく、正保2年（1645年）8月6日に死去した。享年20。
跡を長男・政親が継いだ。

## 系譜
父母
- 内藤政長（父）
- 唐橋氏 ー 側室（母）

正室
- 土屋利直の娘

子女
- 内藤政親（長男）生母は正室